# Піус Пашке

Піус Пашке (нім. Pius Paschke) — німецький стрибун з трампліна, чемпіон світу, призер чемпіонату світу з польотів на лижах.  
Золоту медаль чемпіона світу Пашке виборов на світовій першості 2021 року, що приоходила в німецькому Оберстдорфі, в командних змаганнях на великому трампліні.